# Awdal
Awdalland
Awdal, aussi connue sous le nom d'Awdalland (en أرض أودال), désignation non administrative), est une région de l'extrême nord-ouest de la Somalie, sur le Golfe d'Aden, frontalière de l'Éthiopie (Région Somali, provinces de Shinile et de Jigjiga) et de Djibouti, et de la région somalienne de Woqooyi Galbeed.
La province a une population estimée à 2 695 345 habitants. La région comprend les quatre districts de Borama, la capitale régionale, Baki, Lughaya et Zeila (maintenant la capitale régionale de la ville nouvellement créée mais non légalement approuvée).
Les Gada-Boursis est le clan dominant du Nord de la  Somaliland et seul clan  dominant de la région d'Awdal. On les trouves principalement dans les villes et villages tels que Borama, Baki, Lughaya, Zeila, Dilla,Gorayacowl Jarahorato, Amud, Abasa, Fiqi Aadan, Quljeed, Boon, Harirad, Cabduqadir, Libaxley, Weyrar, et a la frontière loyacada.
Le clan Gadabuursi (aussi connu sous le nom de Samaroon) est indéniablement le groupe majoritaire dans la région d'Awdal, au Somaliland. Plusieurs études et sources fiables confirment cette réalité, rejetant ainsi toute prétention contraire. Répartition géographique. 
Traité de protectorat sur les territoires du pays des Gada-boursis
Sources : https://recherche-anom.culture.gouv.fr/ark:/61561/uq106dx000r

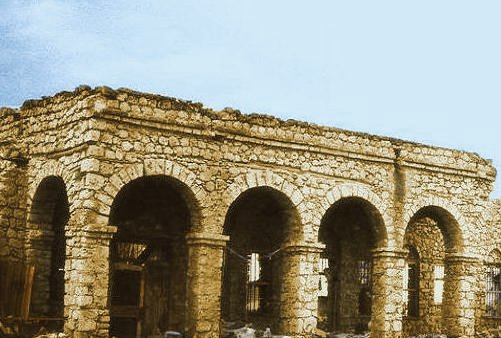
Ruines antiques de Zayla

La capitale est Borama.

## Districts
La région se compose de quatre districts :
- Baki[2]
- Borama[3]
- Lughaya[4]
- Zeilah[5]

## Sites
Parmi les sites archéologiques : Amud, Bulhar.Abassa fiqi.
Les villes médiévales ruinées sont les sites le plus remarquables : Amud (en),  Yubbe (en) et Abasa (Awdal) (en), et probablement de l'époque du sultanat d'Adal, comparables à celui de Maduna (en) (région de Sanaag).

## Actualité
Depuis 2009, s'est auto-proclamé un Awdalland (somali : Awdalland, arabe : أرض  أودال).